# カンパニャーノ・ディ・ローマ
カンパニャーノ・ディ・ローマ（伊: Campagnano di Roma）は、イタリア共和国ラツィオ州ローマ県にある、人口約11,000人の基礎自治体（コムーネ）。

## 地理

### 位置・広がり
ローマ県北部のコムーネ。

#### 隣接コムーネ
隣接するコムーネは以下の通り。括弧内のVTはヴィテルボ県所属を示す。
- アングイッラーラ・サバーツィア
- フォルメッロ
- マリアーノ・ロマーノ
- マッツァーノ・ロマーノ
- ネーピ (VT)
- ローマ
- サクロファーノ
- トレヴィニャーノ・ロマーノ

### 気候分類・地震分類
カンパニャーノ・ディ・ローマにおけるイタリアの気候分類 (it) および度日は、zona D, 1769 GGである。
また、イタリアの地震リスク階級 (it) では、zona 3A (sismicità bassa) に分類される。

## 行政

### 分離集落
カンパニャーノ・ディ・ローマには、以下の分離集落（フラツィオーネ）がある。
- Baccano, Bivio di Pavone, Monte Sarleo, Poggio dell'Ellera, Sorbo, Vallelunga

## 歴史
1076年に最初の記述があり、ハドリアヌス1世により開拓された。